# Kardinalkollegiet
Kardinalkollegiet er forsamlingen af alle kardinalerne i Den romersk-katolske kirke. Tidligere udgjorde kardinalerne præsteskabet i Rom; de var præster som tjente paven i hans rolle som biskop af Rom.
I dag er kardinalkollegiets eneste opgaver at deltage i pavevalg når Den hellige stol er ubesat (i konklave) og at give råd til paven om kirkelige anliggender (i konsistorium). Kollegiet har ingen myndighed bortset fra i tiden mellem en paves død og valget af en ny pave (sedisvakans), men også da er myndigheden meget begrænset.
Siden 1. januar 1971 har kardinaler over 80 år ikke stemmeret ved pavevalg.
Kardinalbiskopperne vælger selv en dekanus og en vicedekanus for kollegiet. Udnævnelsen af disse skal godkendes af paven. Udover at lede kardinalernes møder har dekanen (og i hans fravær vicedekanen) ingen speciel magt, men fungerer som primus inter pares. Når en pave dør indkalder dekanus til og leder konklavet, og fungerer også som kirkens ansigt udad under sedisvakansen. Det er også dekanen som er celebrant ved pavens rekviemmesse. Videre er det under konklavet dekanen som spørger den valgte kardinal om han accepterer pavevalget; dersom dekanen selv er valgt til pave, sådan som det skete i 2005 under valget af Benedikt 16., er det visedekanen som udfører denne opgave. I forbindelse med pavens indsættelsesceremoni har dekanen også centrale opgaver.

## Dekaner siden koncilet i Trient
Hvert navn efterfølges af leveår, og derefter år for udnævnelse til kardinal og til dekanus. Normalt sidder dekaner til deres død. To dekaner har i nyere tid valgt at pensionere sig før de døde, en er blevet valgt til pave.
- Rodolfo Pio de Carpi (1500–1564) (1536, 1562)
- Francesco Pisani (1494–1570) (1517, 1564)
- Giovanni Girolamo Morone (1509–1580) (1542, 1570)
- Alessandro Farnese den yngre (1520–1589) (1534, 1580)
- Giovanni Antonio Serbelloni (1519–1591) (1560, 1589)
- Alfonso Gesualdo (død 1603) (1561, 1591)
- Tolomeo Gallio (1526–1607) (1565, 1603)
- Domenico Pinelli (1541–1611) (1585, 1607)
- François de Joyeuse (1562–1615) (1583, 1611)
- Antonio Maria Galli (1553–1620) (1586, 1615)
- Antonio Maria Sauli (1541–1623) (1587, 1620)
- Francesco Maria Bourbon del Monte (1549–1626) (1588, 1623)
- Ottavio Bandini (1558–1629) (1596, 1626)
- Giovanni Battista Deti (1576–1630) (1599, 1629)
- Domenico Ginnasi (1550–1639) (1604, 1630)
- Carlo Emmanuele Pio de Savoia, seniore (1585–1641) (1604, 1639)
- Marcello Lante della Rovere (1561–1652) (1606, 1641)
- Giulio Roma (1584–1652) (1621, 1652)
- Carlo de Medici (1595–1666) (1615, 1652)
- Francesco Barberini, seniore (1597–1679) (1623, 1666)
- Cesare Facchinetti (1680–1683) (1643, 1680)
- Niccolo Albergati–Ludovisi (1608–1687) (1645, 1683)
- Alderano Cibo (1613–1700) (1645, 1687)
- Emmanuel–Theodose de la Tour d'Auvergne de Bouillon (1643–1715) (1669, 1700)
- Nicola Acciaiouli (1630–1719) (1669, 1715)
- Fulvio Astalli (1655–1721) (1686, 1719)
- Sebastiano Antonio Tanara (1650–1724) (1695, 1721)
- Francesco del Giudice (1647–1725) (1690, 1724)
- Fabrizio Paolucci (1651–1726) (1697, 1725)
- Francesco Barberini den yngre (1662–1738) (1690, 1726)
- Pietro Ottoboni (1667–1740) (1689, 1738)
- Tommaso Ruffo (1663–1753) (1706, 1740)
- Pietro Luigi Carafa (1677–1755) (1728, 1753)
- Rainiero d'Elci (1670–1761) (1737, 1756)
- Giuseppe Spinelli (1694–1763) (1735, 1761)
- Carlo Alberto Guidoboni Cavalchini (1683–1774) (1743, 1763)
- Fabrizio Serbelloni (1695–1775) (1753, 1774)
- Giovanni Francesco Albani (1720–1803) (1747, 1775) længste dekanusperiode
- Henry Benedict Maria Clement Stuart (1725–1807) (1747, 1803) længste kardinalat
- Leonardo Antonelli (1730–1811) (1775, 1807)
- Alessandro Mattei (1744–1820) (1779, 1814) vakans som skyldtes hans eksil under Napoleonskrigen
- Giulio Maria della Somaglia (1744–1830) (1795, 1820)
- Bartolomeo Pacca den eldre (1756–1844) (1801, 1830)
- Ludovico Micara (1775–1847) (1824, 1844)
- Vincenzo Macchi (1770–1860) (1826, 1847)
- Mario Mattei (1792–1870) (1832, 1860)
- Costantino Patrizi Naro (1798–1876) (1834, 1870)
- Luigi Amat de San Filippo e Sorso (1796–1878) (1837, 1877)
- Camillo di Pietro (1806–1884) (1853, 1878)
- Carlo Sacconi (1808–1889) (1861, 1884)
- Raffaele Monaco La Valletta (1827–1896) (1868, 1889)
- Luigi Oreglia di Santo Stefano (1828–1913) (1873, 1896)
- Serafino Vannutelli (1834–1915) (1887, 1913)
- Vincenzo Vannutelli (1836–1930) (1889, 1915)
- Gennaro Granito Pignatelli di Belmonte (1851–1948) (1911, 1930)
- Francesco Marchetti-Selvaggiani (1871–1951) (1930, 1948)
- Eugène-Gabriel-Gervais-Laurent Tisserant (1884–1972) (1936, 1951)
- Amleto Giovanni Cicognani (1883–1973) (1958, 1972)
- Luigi Traglia (1895–1977) (1960, 1974)
- Carlo Confalonieri (1893–1986) (1958, 1977)
- Agnelo Rossi (1913–1995) (1965, 1986, pensioneret 1993)
- Bernardin Gantin (1922–2008) (1977, 1993, pensioneret 2002)
- Joseph Ratzinger (1927-2022) (1977, 2002, valgt til pave 2005)
- Angelo Sodano (1927-2022)
- Tarcisio Bertone (født 1934)
- Pietro Parolin (født 1955)